# Person County
Person County är ett administrativt område i delstaten North Carolina, USA, med 39 464 invånare.  Den administrativa huvudorten (county seat) är Roxboro.

## Geografi
Enligt United States Census Bureau så har countyt en total area på 1 046 km². 1 015 km² av den arean är land och 31 km² är vatten. 

### Angränsande countyn
- Halifax County, Virginia - norr
- Granville County - öster
- Durham County - syd-sydöst
- Orange County - syd-sydväst
- Caswell County - väster